# Sago Fisur
Feria Sago Fisur de Osorno es el nombre de la Feria y Exposición Internacional, Agrícola, Ganadera e Industrial realizada por los campesinos huasos en la ciudad de Osorno, en la Región de Los Lagos, Chile.

## Descripción
Sago Fisur es descrita como la exposición más grande en materia de animales, agricultura y maquinaria agropecuaria que hay en Chile; que se destaca además por ser una feria que incluye actividades recreativas para los turistas y visitantes, lo que lo hace estar entre uno de los principales eventos turísticos realizados en la provincia de Osorno. Sago Fisur es llevada a cabo la primera semana de noviembre en la ciudad de Osorno.

### Actividades empresariales
Esta feria y exposición es realizada para ser el marco perfecto para acercar empresarios y autoridades del rubro. Con más de 200 stands y más de US$5 millones en exhibición, en promedio, esta feria reúne a los más destacados expositores, entre ellos criadores de ganado fino, industrias lácteas, empresas proveedoras de insumos, maquinarias, productos y servicios relacionados con el sector agropecuario del sur de Chile, además de destacados profesionales y especialistas que analizan los temas de mayor interés para la ganadería y agricultura del país, realizándose seminarios técnicos, y charlas de emprendedores y líderes.

### Actividades turísticas
Entre las actividades que se realizará están exquisita gastronomía sureña en los stands de instituciones presentes en el recinto; además de otras numerosas actividades tales como la Gala de la Carne, la tradicional contempla una muestra y jura de caballos chilenos y la exposición del ganado.

## Historia
Sago Fisur es un evento que se realizada desde 1917, siendo organizada por la Sociedad Agrícola y Ganadera de Osorno A.G. (SAGO).
Esta feria y exposición se lleva a cabo en el recinto de exposiciones de SAGO, que en sus 7,8 hectáreas ubicadas dentro de la ciudad de Osorno, ha permitido se el centro de exhibición de los últimos avances en materia agropecuaria y proyectar al futuro a este importante sector; además de potenciar a Osorno, con la identifcación del eslogan de "La Patria de la Leche y Tierra de la Carne" de Chile.
Cada año recibe a 30 mil visitantes que acuden para observar las novedades tecnológicas en materia de mecanización agrícola, insumos, productos y servicios, y junto a ello disfrutar de las actividades realizadas para los turistas y visitantes.